# Leverage
Leverage (Las reglas del juego en España y Los Impostores en Hispanoamérica) es una serie de televisión dramática estadounidense. Un grupo de ladrones deciden robar a gente que abusa de su poder dañando a personas inocentes a menudo víctimas de estafas y fraudes.

## Argumento
La trama gira en torno a Nathan Ford (Timothy Hutton), un exinvestigador de seguros que dejó la compañía para la que trabajaba a raíz de que la empresa se negase a pagar un tratamiento médico para su hijo enfermo, que finalmente fallece.
Nate es contratado por un ejecutivo para que recupere unos planos, donde tendrá que formar su equipo: Parker (Beth Riesgraf), una experta ladrona; Alec Hardison (Aldis Hodge), un especialista en Internet y en fraude informático; Eliot Spencer (Christian Kane), capaz de deshacerse de una banda de secuaces sin derramar una gota de sangre. Nathan recluta a Sophie Deveraux (Gina Bellman), una estafadora que podría ganar premios como actriz por sus excelentes interpretaciones para llevar a cabo la estafa que se proponga. El grupo de Nate tiende a desconfiar entre ellos ya que anteriormente siempre trabajaban de forma individual. Pronto empezarán a darse cuenta de que trabajan mejor formando equipo y se irán organizando para llevar a cabo sus planes.

## Emisión
La serie creada por Chris Downey y John Rogers se estrenó en Estados Unidos el 7 de diciembre de 2008 por la cadena TNT y emitió su último episodio el 25 de diciembre de 2012, tras cinco temporadas y 77 episodios.

## Temporadas
| Temporada | Temporada | Episodios | Episodios | Emisión original       | Emisión original        |
| Temporada | Temporada | Episodios | Episodios | Primera emisión        | Última emisión          |
| --------- | --------- | --------- | --------- | ---------------------- | ----------------------- |
|           | 1         | 13        | 13        | 7 de diciembre de 2008 | 24 de febrero de 2009   |
|           | 2         | 15        | 15        | 15 de julio de 2009    | 17 de febrero de 2010   |
|           | 3         | 16        | 16        | 20 de junio de 2010    | 19 de diciembre de 2010 |
|           | 4         | 18        | 18        | 26 de junio de 2011    | 15 de enero de 2012     |
|           | 5         | 15        | 15        | 15 de julio de 2012    | 25 de diciembre de 2012 |

La serie consta de cinco temporadas. La primera temporada comenzó a emitirse en diciembre de 2008, finalizando en febrero de 2009, tiene 13 capítulos. La segunda temporada (julio de 2009 - febrero de 2010) se compone de 15 capítulos. La tercera temporada (junio de 2010 - junio de 2010) cuenta con 16 capítulos. La cuarta temporada (junio de 2011 - enero de 2012) consta de 18 episodios. La quinta y última temporada (julio de 2012 - diciembre de 2012) se desarrolla en 15 capítulos.

### Primera temporada
Nathan Ford, exinvestigador de seguros de IYS, se sienta solo en un bar de Chicago tomando un trago, cuando se le acerca Víctor Dubenich (Saul Rubinek), presidente de una empresa de aviación. Dubenich ha reunido a un equipo de expertos ladrones para recuperar los planos para un nuevo avión que fueron robados por un contrincante. Todo lo que necesita para completar el equipo y recuperar los planos es un hombre honesto para ejecutar el trabajo. Nate está de acuerdo, y el equipo compuesto por Eliot Spencer, un especialista en recuperación, Parker, una ladrona excéntrica, y Alec Hardison, un hacker juvenil, completan el trabajo, quienes a la mañana siguiente, descubren que son ellos mismos los engañados al robar los planos de otra compañía para Dubenich. Decidido a vengarse de Dubenich, Nate trae un arma secreta: una estafadora (y aspirante a actriz) Sophie Devereaux. Con Sophie a bordo, el equipo construye un elaborado plan para ir contra Dubenich, recuperar los planos y obtener un pequeño beneficio. Lo que ninguno de ellos espera es lo bien que se sienten utilizando sus habilidades para un buen fin.
El equipo se traslada a Los Ángeles, donde montan un negocio, Leverage Consulting & Associates. Su primer cliente es un reservista militar que necesita tratamiento tras ser herido por los mercenarios que trabajan para un contratista militar corrupto. Poco después, el equipo continúa con un grupo de operadores internacionales en adopciones ilegales (el golpe de la cigüeña); pasar por ser los organizadores de la boda de la hija de un mafioso (el golpe de la boda); destapar a una empresa química que intenta ocultar la evidencia de un fertilizante tóxico (el golpe del kilómetro de altura); estafadores que tienen más casas cuando los propietarios se niegan a pagar las reparaciones de mala calidad (el trabajo de la nieve); un director de inversión por estafar mediante obras de caridad (el golpe de los 12 pasos), y una mujer decidida a comprar un jurado con el fin de apoderarse de la empresa del demandado (el golpe del jurado número 6); un frustrado asalto a un banco, que los lleva a un pequeño pueblo con un juez corrupto (el golpe del banco), y a ser el equipo de la guarda de San Nicolás, cuando un sacerdote amigo de Nate cuya iglesia es adquirida por un promotor inmobiliario de mal gusto (el golpe milagroso). Cuando el padre de un antiguo amor de Eliot lo pierde todo porque un gran inversor mata a sus caballos para cometer fraude de seguros, el equipo se involucra (el golpe de los dos caballos), y se enfrenta al hombre que se convierte en su adversario más persistente: el excolega de Nate, James Sterling (Mark Sheppard).
Con Sterling sobre sus talones, llevan a cabo su golpe más audaz: derribar a Ian Blackpoole, presidente de Seguros IYS y el hombre responsable de la muerte del hijo de Nate. También ganan un aliado inesperado: la exesposa de Nate, Maggie Collins (Kari Matchett), que les ayuda a ejecutar un par de golpes elaborados y diseñados para robar dos maquetas de bronce del David de Miguel Ángel y reducir la fuerza Blackpoole (los golpes del primer y segundo David). El equipo tiene éxito, pero a un precio: su sede se destruye, y tienen que irse de Los Ángeles y desaparecer por seis meses.

### Segunda temporada
Con el equipo dispersado, Nate se traslada a Boston, y lucha contra su alcoholismo. Decidido a volver a su antigua vida, Nate es entrevistado para un puesto en una compañía de seguros, pero desaparece antes que la entrevista termine. De camino a casa, es testigo de un accidente, y rescata a los pasajeros del coche: una adolescente y su padre. La chica le pide ayuda a Nate, diciéndole que lo que pasó no había sido un accidente. Esa noche, Nate asiste a una presentación de "The Sound of Music", protagonizada por Sophie. Parker, Hardison y Eliot, también se encuentran allí y se saludan con torpeza. Pronto se dan cuenta de que las invitaciones que Sophie envió a cada uno de ellos fueron diseñadas para reunirlos de nuevo. Los cinco se reúnen en el Pub McRory, y la conversación pronto se convierte en reencuentro. Nate no está dispuesto a dirigir el equipo, pero les habla acerca de la chica, y se comprometen a ayudarla. El caso los lleva a un empleado de banco corrupto y a toparse con la mafia irlandesa, y encuentran un nuevo aliado: el teniente de policía del estado de Massachusetts, Patrick Bonanno. Con Nate de mala gana de nuevo a bordo, Parker, Hardison y Eliot comienzan la creación de una nueva sede en el desván de Nate, para sorpresa de éste.
Cuando se instalan en su nueva base de operaciones, el equipo persigue a un turbio promotor de lucha (el golpe televisivo de Boston); un reportero de los medios de comunicación hambrientos y dispuestos a crear noticias donde no las hay (el golpe de los tres días del cazador); delincuentes de guante blanco que ocultan el dinero de los clientes (el golpe de la orden y el golpe de las hadas madrinas); y una superempresa de alimentación que esconde la comida contaminada (el golpe de la chistera). El equipo, y Sophie, llegan a un punto de inflexión cuando se encuentran enfrentados a otro equipo rival, encabezados por Marcus Starke, que está tratando de recuperar el mismo cuadro (el golpe de los dos equipos). El trabajo tiene algunas consecuencias inesperadas cuando el equipo debe aparentar la muerte de Sophie después de que uno de los integrantes del equipo de Starke atente contra su vida.
Durante su fingida muerte, Sophie se da cuenta de que Nate no puede ser capaz de decirle lo que siente por ella. Toma la decisión de romper con el equipo y comienza un viaje por todo el mundo, a la vez viaje de descubrimiento personal, que comienza en su propio funeral. Como ha utilizado tantos nombres y falsas identidades, incluyendo Sophie Devereaux, ya no sabe quién es realmente. Mientras está ausente, el equipo se muestra reacio a aceptar la ayuda de una estafadora llamada Tara Cole (Jeri Ryan), una amiga de Sophie. Con Tara a bordo, el equipo se enfrenta a los propietarios de una fábrica que explotan a sus trabajadores (el golpe de la pasarela); a un corredor irlandés que trata de robar su base (el golpe de la botella); y a un falso psicólogo que engaña a sus clientes (el golpe del futuro). También deben formar equipo con su viejo conocido, James Sterling, para salvar a Maggie y recuperar un huevo de Fabergé (el golpe del mercado de Zanzíbar); a un alcalde corrupto y su contrabando de armas asociado, que intentan asesinar al teniente Bonanno (el golpe de los tres golpes).
Al final de la temporada, Sophie regresa únicamente para que Nate tome una decisión, aunque no resulta la esperada (el golpe del halcón maltés).

### Tercera temporada
La tercera temporada comienza con Nate en juicio y el equipo conspirando para sacarlo de la cárcel, en contra de sus deseos. Pronto se dan cuenta de que él quiere estar allí para cumplir su condena, pero el caso de un joven negro que cumple larga condena por un delito menor lleva al descubrimiento de que el director está involucrado en sobornos y fraudes para beneficio propio. Nate reúne el equipo de nuevo y sale de la cárcel. La libertad de Nate tiene un precio cuando una mujer italiana misteriosa le da dos opciones: encontrar a un financiero intocable del crimen internacional llamado Damien Moreau en un plazo de seis meses, o regresar a una prisión de su elección. Nate también aprende que el resto del equipo sabe algo que él debe averiguar por su cuenta: el verdadero nombre de Sophie.
Con Nate libre y el equipo de nuevo junto, si bien no totalmente dispuesto a perdonar a Nate por haberles dejado, vuelven a trabajar, pero con un segundo objetivo: utilizar sus casos para ayudar a construir el camino que les lleve a Damien Moreau. En este tiempo deben enfrentarse a un ejecutivo de una compañía de software relacionado con la mafia (el golpe de la reunión); a un ejecutivo de compañía farmacéutica inmoral en la comercialización de un fármaco letal (el golpe doble ciego); a un grupo de paramilitares locales financiado por una corrupta agente del IRS (el golpe de la pesca); a un productor de música que roba las canciones de nuevos compositores (el golpe del estudio); al propietario de una mina que encubre violaciones de seguridad minera (el golpe subterráneo), y a un piloto de carreras involucrado en el tráfico de coches robados (el golpe del ladrón de coches). A lo largo del camino, se muestra el talento oculto de Hardison como violinista para derrocar a un funcionario corrupto de África (el golpe Sherezade); deben rescatar al maestro de Parker, Archie Leach (el golpe interno), y acabar con un grupo de mafiosos rusos e irlandeses liderados por el padre de Nate, Jimmy (el golpe de la reina).
También tienen un poco de diversión, cuando en un breve descanso reflexionan sobre un mismo trabajo desde puntos de vista diferentes (el golpe Rashomon). Sin embargo, con el italiano observando muy de cerca, los trabajos del equipo, con el tiempo, les llevan a uno de los socios de Damien Moreau, un distribuidor de bellas artes que utiliza a niños para el contrabando de artefactos ilegales desde el Medio Oriente (el golpe del rey Jorge); lo que, a su vez, los lleva a un exjugador de hockey profesional que comete fraude de valores y que tiene la llave para acceder a las cuentas de Moreau (el golpe de la mañana siguiente). Después de algo de tiempo libre, les contratan para salvar la reputación de un centro comercial de Santa y enfrentarse contra un viejo rival, Colin "Caos" Mason (Wil Wheaton) (el golpe del Ho Ho Ho); finalmente se enfrentan cara a cara con Moreau, cuando llega a Washington D. C. para vender una bomba, y se descubre un secreto sorprendente del pasado de Eliot (el golpe de la gran explosión). Con Moreau en fuga, el equipo lo sigue hasta su santuario, la pequeña isla de San Lorenzo, donde consiguen hacerse con las elecciones presidenciales y la caída final de Moreau (el golpe de San Lorenzo). Al final hay un sorprendente giro de los acontecimientos entre Nate y Sophie.

### Cuarta temporada
La cuarta temporada se abre en la cima de una montaña en Alaska, días después de que el equipo saliera de San Lorenzo para tomarse dos semanas de descanso que se ven interrumpidas por un nuevo trabajo (el golpe del largo descenso).
Nate y Sophie se encuentran cara a cara por primera vez desde su inesperado lío en San Lorenzo, y deben decidir su siguiente movimiento. El equipo también descubre que han asaltado su sede y que alguien les vigila. Sus casos los llevan a pasar una noche de misterio con asesinato (el golpe de los diez timadorcitos); a recuperar un cuadro perdido, encontrado durante la Segunda Guerra Mundial con un veterano (el golpe del Van Gogh); ir en contra de alta tecnología (el golpe del parque de atracciones), y agricultura (el golpe de la patata caliente); el lado oscuro de las relaciones públicas (el golpe de los 15 minutos), y una familia corrupta de directores de funerarias (el golpe del peligro enterrado). El equipo viaja a Dubái para un torneo internacional de ajedrez, a petición de su antiguo némesis, Sterling (el golpe del gambito de dama); su ingenio se pone a prueba cuando tienen que recuperar un corazón donado robando un aeropuerto sin equipo (el golpe de mi corazón), y tienen que ganar al descendiente del mayor estafador de todos en su propio campo (el golpe de la sala de operaciones).
Pronto el equipo se entera de que está siendo seguido por el hombre de negocios misterioso llamado Jack Latimer (Leon Rippy), que ha aprendido a sacar provecho de sus casos, y quiere algo específico de Nate. En su intento de aprender más sobre él, el equipo se introduce en el mundo de las sociedades secretas universitarias (el golpe experimental), la toma de partido (el golpe de los corazones solitarios) y la industria de dinero por el oro (el golpe del oro), y debe cuidar a una pequeña empresa de tarjetas de felicitación con un equipo de filmación de documentales como especialistas (el golpe de la oficina). Lo que comienza como una noche de descanso se convierte en dos situaciones de trabajo cuando una vieja amistad de Parker, Peggy (el golpe de la noche de las chicas) y un antiguo conocido del equipo, Jack Hurley (el golpe de la noche de los chicos) se encuentran en medio de dos conspiraciones internacionales. La reaparición del padre de Nate, Jimmy, lleva a una confrontación final con Latimer y su socio secreto, Víctor Dubenich, y necesitan un equipo de viejos amigos y rivales para que los dos caigan.

### Quinta temporada
La quinta temporada marcará el comienzo de un nuevo escenario ya que el equipo se traslada a Portland, Oregón. La temporada va a explorar la confianza entre los personajes, y un nuevo optimismo en Nate centrándose en el futuro en lugar del pasado. El equipo también se trasladará a la nueva sede. El estreno de la temporada se iniciará con una serie de flashbacks que nos ponen al día sobre el equipo desde el final de la cuarta temporada, y saber acerca de una nueva y muy secreta alianza.
En su primer caso, el equipo se enfrentará a un ejecutivo de aviación obsesionado con Howard Hughes y su Spruce Goose (el golpe del pájaro (muy) grande. El equipo entrará en el mundo implacable del hockey profesional para proteger a un equipo de su propietario (el golpe de la línea azul), tomar el mundo de la cocina (el golpe de la conexión francesa), y salir de la más dura contra de todos ellos (el golpe del conejo blanco).
El productor ejecutivo John Rogers dio a entender que las historias próximas incluyen una competencia de porristas (The Gimme a K Street Job), un episodio que profundiza en la mente de la marca, y otro par de episodios en los que el equipo se divide, en esta ocasión con Nate y Sophie trabajando juntos cuando es injustamente acusada de robo de arte (el golpe del embuste), mientras que Eliot, Hardison y el equipo de Parker desbaratan un complot terrorista (el golpe del Tesoro del Amazonas).
Estrellas invitadas: Cary Elwes (el golpe del pájaro grande), Treat Williams (el golpe de la línea azul), Matthew Lilliard, Steve Valentine, Neil Hopkins, Monte Markham, Marshall Teague, Adam Baldwin (el golpe de la reducción) y Willa Ford (el golpe del bajo precio). Actores: Ronnie Cox y Fred Ward (el golpe D. B. Cooper), que enviará al equipo de nuevo a 1971 y al secuestro de un Boeing 727 en Portland, Oregón. Los agentes del FBI Taggart y McSweeten deben hacer acto de presencia durante la temporada, y por supuesto, Sterling estará de regreso.
Al final del último capítulo de esta temporada, Nate nos desvela el verdadero nombre de Sophie: Laura, aunque luego ella se hace la interesante diciendo que "él sabe que no es su verdadero nombre". Pero realmente, sí lo es; pues si observamos en el capítulo 3x14 (el golpe del Ho! Ho! Ho!), cuando Sophie le escribe al final su nombre en el papel, se puede ver que su mano hace el movimiento de las letras L, A, U y R (la última letra -A- no se ve, pues hay un cambio de cámara); y esto unido al capítulo 3x03 (el golpe desde dentro), en el que Sophie entra en casa de Parker tecleando su nombre como clave, observamos que la última tecla pulsada es el 2 (o sea, que la última letra es una A, B o C), por lo que se concluye que el nombre es Laura, como nos dice Nate.

## Personajes
- Timothy Hutton como Nathan "Nate" Ford ("El cerebro"): Un exinvestigador de fraude de seguros y cerebro del equipo. Nate originalmente tenía la intención de ser sacerdote católico antes de convertirse en un investigador de seguros. Mientras que Nate estaba trabajando para IYS, su hijo Sam enfermó y la empresa de seguros se negó a pagar por un tratamiento experimental, lo que supuso su muerte. Esto dio lugar al divorcio de Nate y su esposa Maggie, su posterior despido de la empresa y su descenso en el alcoholismo. Después de reunirse con el equipo por primera vez y ejecutar su primer golpe, en lugar de la disolución de la forma prevista, le piden a Nate que siga trabajando con ellos y le dan el privilegio de dirigir el equipo y la selección de los clientes. Nate se basa en su experiencia como investigador de seguros para anticipar los movimientos de su equipo. Al principio, Nate es muy afable, pero no está dispuesto a discutir sus propios problemas con amigos u otras personas. Su tendencia a cambiar los objetivos en medio de un trabajo, su alcoholismo y continua leve relación con su equipo pone, en ocasiones, en riesgo al cliente y al mismo equipo.

- Gina Bellman como Sophie Devereaux ("La estafadora"): Actriz británica y estafadora consumada con un gusto por el robo de arte. Habla varios idiomas y, en particular es experta en el uso de los acentos. Sophie interpreta diferentes personajes en diversas ocasiones, por lo general el contacto directo con un signo que acaba en estafa. Sophie tiene una colección de alias, incluido "Sophie Devereaux", pero su verdadero nombre se deja entrever en la 3ª temporada (solo hay que saber leer lo que escribe en el capítulo 3x14), y lo confirma Nate, en el último capítulo de la 5ª: Laura. Cómicamente, sus intentos de hacerse una carrera como actriz principal no son más que fracasos, como lo demuestran lamentablemente sus trabajos sin talento y el exceso de quitarse la parte superior en el escenario. Es sólo durante un golpe cuando puede desaparecer sin esfuerzo en un personaje, donde, irónicamente, puede actuar así si se hace pasar por una actriz. Tiene una larga historia con Nate, que se remonta a diez años al menos, cuando él la persigue como investigador de IYS por ladrona de arte. En algún momento, se observa cierta atracción entre ambos, dejando habitualmente frustrada, enojada y decepcionada a Sophie. Han intentado en ocasiones promover la relación, pero por diversas razones uno u otro se ha resistido.

- Christian Kane como Eliot Spencer ("El matón"): El componente del equipo altamente cualificado en artes marciales, experto en armas y que se describe como "experto en recuperación". Exsoldado del ejército de los Estados Unidos, su papel en los golpes es a menudo desempeñar un papel secundario, al tiempo que protege al equipo, hecho éste que a menudo lo lleva al combate mano a mano apoyándose en su habilidad en artes marciales. Eliot había trabajado para el criminal financiero Damien Moreau, y tiene una larga historia como asesino a sueldo y guardaespaldas, y más tarde especialista en recuperación. Eliot tiene habilidad con las armas de fuego aunque no le gustan. Si bien se contentó con ser el musculoso, demuestra una inteligencia sutil en la conversación, a menudo aprovechando la subestima que demuestran en ocasiones hacia él los demás, y más adelante en la serie se comporta como un estafador, junto con Sophie. En contraste con los otros personajes, Eliot prefiere mantener en el plano privado tanto su vida romántica como personal. Es como un hermano mayor para Parker, llegando a convertirla en su protegida evitando que le hagan daño, como se ve en algunos episodios. También se puede ver cómo se mete con ella, tal y como haría un hermano mayor con su hermana pequeña.

- Beth Riesgraf como Parker ("La ladrona"): Experta ladrona, carterista y especialista en apertura de cajas fuertes. Es producto de una infancia abusiva pasando por varios hogares adoptivos. Parker es socialmente torpe y se relaciona poco con la mayoría de la gente. Sophie ha intentado llenar las lagunas en sus habilidades sociales en numerosas ocasiones con éxito limitado. Parker también tiene afecto por Hardison, pero le resulta difícil expresar lo que siente cuando se enfrenta a otros. Si bien es emocionalmente impulsiva, puede demostrar físicamente un gran autocontrol en su trabajo con acrobacias, fuerza y concentración a su favor. Su enfoque obsesivo en el robo es causa de que su refugio esté lleno de herramientas y equipamiento de escalada que le sirve de ayuda en varios de sus trabajos. Parker fue entrenada a edad temprana por el experto ladrón (y personaje recurrente) Archie Leach (Richard Chamberlain) (curiosamente, el nombre de este personaje es el verdadero nombre de Cary Grant), quien la entrenó en las exigencias físicas de robo, y preparó para trabajar con cajas fuertes y abrir cerraduras, conocimientos que ella utiliza en muchos de los golpes.

- Aldis Hodge como Alec Hardison ("El hacker"): El especialista informático del equipo y hacker. Se describe a sí mismo como bicho raro y fan de la ciencia ficción, de fácil trato y con raro humor intelectual. Hardison fue criado por una familia de acogida, y habla de una mujer mayor a la que él refiere como Nana. Hardison puede acceder a casi todos los sistemas electrónicos y en raras ocasiones le cogen. Hardison ha diseñado y montado los sistemas informáticos y la televisión en la sede del equipo, y es responsable de los auriculares de dos vías utilizados por el equipo en cada episodio. También está muy apegado a su equipo electrónico (en particular, a su camioneta) y se muestra muy abatido cuando un golpe toma un giro peligroso y es necesario destruir su equipamiento electrónico para que el grupo pueda escapar. Entre Hardison y Parker surge una relación romántica pero llena de complicaciones personales.

### Revival
El 27 de abril de 2020 se confirmó que la plataforma de streaming IMDb TV había ordenado una nueva temporada de la serie. Esta será protagonizado por Aldis Hodges, Beth Riesgraf, Christian Kane, Gina Belman y Noah Wyle (en un nuevo personaje) también se suma nuevamente Dean Devlin como productor ejecutivo. El único miembro del elenco original que no regresa es Timothy Hutton
A mediados del mes de febrero se confirma que el actor Norteamericano James Marsters será un invitado especial en uno de los episodios.